# Djamel Laroussi
Djamel Laroussi (Argelia, 16 de septiembre de 1966) es un cantante, arreglista de compositores, productor, multiinstrumentista, especialidad en guitarra, zurdo pero tocando con una guitarra diestra. Vive en Alemania desde 1989. Realizó una gira internacional como guitarrista con los raïmen Cheb Mami en 1992.
Ha participado regularmente desde 1995 como guitarrista y percusionista en conciertos y rituales con la hermandad de los Gnawa de Marruecos, uno de los miembros de la manufactura Guembri que inició la práctica instrumental.
Djamel Laroussi sabe cómo combinar sus raíces árabe-bereberes con un profundo conocimiento de las corrientes de la música occidental, desde el jazz hasta el rock y los ritmos latinoamericanos. Por su dominio del lenguaje musical del oeste, abre una ventana de la esfera musical de su herencia spi.

## Biografía
Djamel Laroussi creció en Argel, y aprendió la guitarra bajo la influencia de la música tradicional de su séquito (Chaabi, Rai) y de aquellos que escucha en la radio (Stevie Wonder, Al Jarreau, The Beatles).
Más tarde, tomó clases de composición en el Colegio de Música de Colonia (Alemania), donde descubrió el jazz.
En la década de 1990 jugó con Cheb Mami, ONB, Graham Haynes o Nelson Veras. En 1998, se embarcó en una carrera en solitario y lanzó su primer álbum, Sapoutaly, seguido en 2003 por Étoile Filante, un concierto grabado en el Stadtgarten en Colonia que abarca desde el baladí egipcio hasta el melhoun marroquí y la salsa.

## Discografía
- 2007: Marabouts, Dadoua
- 2004: Live, Dadoua
- 2003: Estrella fugaz, Dadoua
- 2002: Mazal
- 1998: Sapoutaly